# Villastar
Villastar (aragónul Bellestar) község Spanyolországban, Teruel tartományban. Villastar Teruel, Cubla, Cascante del Río, Villel és Rubiales községekkel határos. Lakosainak száma 551 fő (2024).

## Népesség
A település népessége az utóbbi években az alábbiak szerint változott:
| Lakosok száma | 332  | 327  | 351  | 427  | 480  | 522  | 501  | 505  | 543  | 551  |
|               | 2001 | 2004 | 2007 | 2009 | 2012 | 2014 | 2017 | 2019 | 2022 | 2024 |